# Куп Мађарске у фудбалу 1933/34.
Куп Мађарске у фудбалу 1933/34. (мађ. 1933–1934-es magyar labdarúgókupa) је било 16. издање серије, на којој је екипа ФК Шорокшара тријумфовала по 1. пут. 

## Четвртфинале
| 1. екипа           | Резултат | 2. екипа       |
| ------------------ | -------- | -------------- |
| ФК Шорокшар        | 8 : 0    | ФК Вашаш       |
| ФК Пишпекладањ МАВ | 3 : 2    | ФК Шалготарјан |
| БКВЕ               | 4 : 2    | ФК Тереквеш    |
| ФК Солнок МАВ      | 4 : 3    | ФК Пошташ      |

## Полуфинале
| 1. екипа    | Резултат | 2. екипа           |
| ----------- | -------- | ------------------ |
| ФК Шорокшар | 4 : 1    | ФК Пишпекладањ МАВ |
| БКВЕ        | 2 : 1    | ФК Солнок МАВ      |

## Финале
| ФК Шорокшар                      | 2 : 2    | БКВЕ                       |
| -------------------------------- | -------- | -------------------------- |
| Ђерђ Седер 36’ · Јожеф Вадас 60’ | Извештај | 5’ Јожеф Салер · 81’ Кираљ |

### Прво разигравање
| ФК Шорокшар | 1 : 1    | БКВЕ |
| ----------- | -------- | ---- |
| Бадер       | Извештај | Пали |

### Друго разигравање
| ФК Шорокшар                          | 2 : 0    | БКВЕ |
| ------------------------------------ | -------- | ---- |
| Вилмош Келемен 69’ · Јожеф Вадас 73’ | Извештај |      |